# London Clearing House
London Clearing House (LCH) — це компанія з інфраструктури фінансового ринку зі штаб-квартирою в Лондоні, яка надає клірингові послуги основним міжнародним біржам і ряду позабіржових ринків. Група LCH включає дві основні організації: LCH Limited, що базується в Лондоні, і LCH SA, що базується в Парижі (офіційно Banque Centrale de Compensation SA, також відомий з 1999 по 2003 рік як Clearnet, потім до 2016 року як LCH.Clearnet).